# Shimano XTR

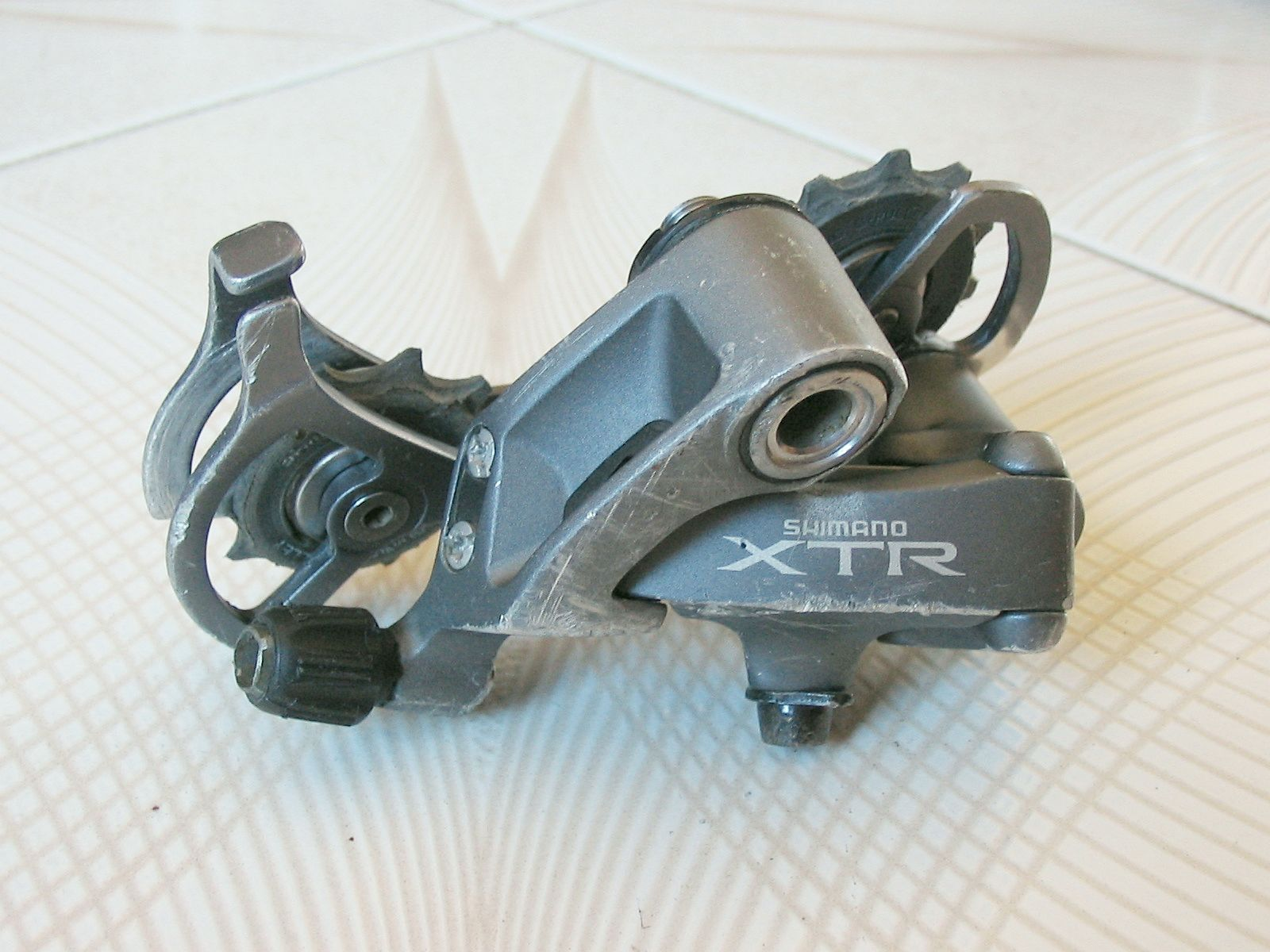
Schaltwerk XTR (Modell vor September 2006; stark abgenutzt)

XTR ist die Bezeichnung für eine Gruppe von Fahrradkomponenten des japanischen Herstellers Shimano. Die XTR-Gruppe ist die hochwertigste, leichteste und teuerste Mountainbike-Gruppe von Shimano.

## Zeitliche Entwicklung
Die XTR-Gruppe ist seit 1992 von Shimano auf dem Markt erhältlich. Sie erweiterte das High-End-Angebot von Komponenten für Mountainbikes nach oben. Bis dahin gab es von Shimano nur die Deore LX, Deore DX und die Deore XT als Komponenten für den professionellen MTB-Einsatz. Bei Markteinführung wurde die neue Gruppe als „20 % leichter bei gleicher Stabilität“ gegenüber der Deore XT beworben. Später wurden allgemein die höhere Verarbeitungsqualität und das etwas geringere Gewicht als Verkaufsargumente vorgebracht.

## Abgrenzbare Generationen

### 1. Generation (XTR M900/910) 1992–1995
Im September 1991 wurde die XTR-Gruppe vorgestellt. Die Komponenten wurden nach Möglichkeit zweifarbig gehalten, zu einer aufwendig polierten silbernen Fläche kamen dunkelblau eloxierte Teilflächen hinzu. Es wurden von Anfang an Kassettennaben angeboten, ein sogenannter Spiderarm-Kassettenkranz wurde zur Reduzierung des Gewichtes vorgestellt: Hierbei wurde ein Aluminiumkörper verwendet, auf den Stahlzahnkränze aufgenietet waren.
Als Lochkreisdurchmesser für die Kurbelgarnitur wurde 74/110 verwendet, die dazu üblichen Kettenblätter waren 46/36/24. Es konnte von Anfang an vorn und hinten indexiert geschaltet werden (Dual SIS). Auf den vorderen Kettenblättern waren dafür aufwendig konstruierte Steighilfen vorgesehen. Auf dem Zahnkranz waren die bis dahin schon aus den Deore-Gruppen bekannten Hyperglide-Aussparungen vorhanden. Es wurden ausschließlich Brems-/Schalteinheiten nach der Bauweise Shimano Total Integration (STI) angeboten, die Schalt- und Bremshebel zu einer Einheit kombinieren. Alle Lager des Schaltwerks waren gedichtet, für die Schaltungsröllchen wurden Keramikgleitlager eingesetzt. Es wurden graue Schaltungs- und Bremszüge mit XTR-Logo angeboten. Schaltwerke waren mit den Grip-Shift (Drehschalthebel von Sram) kompatibel. 1994 wurde die Gruppe leicht überarbeitet, unter anderem wurden Parallax Naben und einzelne Schalthebel unter der Serienbezeichnung M910 eingeführt.

### 2. Generation (XTR M950/951/952/953) 1996–2002
1996 erfuhr die XTR-Gruppe eine komplette Überarbeitung. Es wurden erstmals V-Brakes angeboten, als Innenlagerstandard wurde Octalink 1 mit einer Vielzahnaufnahme eingeführt. Die Kettenblätter wurden auf Vierlochstandard umgestellt. Das Finish wurde nun komplett in grau (matt) gehalten. Es wurden mehr Kunststoffteile verwendet, welche sich zwar positiv auf das Gewicht auswirkten, jedoch teilweise auch ein „billiges“ Aussehen verursachten, bei späteren XTR-Generationen wurden solche Änderungen teilweise wieder rückgängig gemacht. Der Lochkreisdurchmesser wurde nicht wie bei Deore LX und Deore XT auf Microdrive C angepasst. Die vorderen Kettenblätter waren CNC-gefräst. Die Schnellspanner wurden stark überarbeitet. Die STI-Einheit war mit einer Gangschaltungsanzeige ausgestattet. Als Steuersatz wurde nur die Schraubsteuersatzvariante angeboten, Ahead-Steuersätze entwickelte und bot Shimano nicht an. Die Gruppe wurde in den Versionen M951/2 etwas überarbeitet, etwa mit 9-fach-Kassette und entsprechend 27 Gängen(ab 1999), Satellite-Shiftern für Barends und Inverse-Schaltlogik.

### 3. Generation (XTR M960) 2003–2007
2003 kam die dritte Generation der Gruppe auf den Markt und zeichnete sich durch zahlreiche Neuerungen aus. So wurden erstmals Scheibenbremsen vorgestellt, welche über Dual-Control-Schaltbremshebel angesteuert wurden (hier wurde versucht, die Schaltlogik der Rennradschaltungen am Mountainbike zu etablieren). Die Bremsscheiben wurden mit neuen Centerlock-Standard befestigt. der Kurbelsatz wurde umfänglich neu gezeichnet und erhielt Hollowtech-II-Innenlager und hohle Kurbelarme. Die Schaltung verfügte weiterhin über 27 Gänge. Die Naben wurden in Versionen für Scheibenbremsen (M965) und V-Brake (M960) angeboten. Erstmals zugehörige Komplettlaufräder (WH-M965). Steuersatz und Sattelstütze wurden nicht mehr angeboten. Die Gruppe wurde einheitlich in glänzenden dunkelgrau eloxiert.

### 4. Generation (XTR M970) 2007–2010
Erneuter Designwechsel zu mattem Grau mit gefrästen Oberflächen in Roh-Alu-Optik. vorerst Beibehaltung der Dual-Control-Schaltbremshebel. Weiterhin 9-fach-Kassette, Hollowtech-II-Kurbel. Später (M975) separat erhältliche einzelne Scheibenbremsen und Schalthebel. Mit der 975er-Reihe liefen Dual-Control-Hebel aus.

### 5. Generation (M980) 2011–2013
In der 5. Generation der Gruppe erfolgte eine sanfte Optikveränderung. Einführung zweifacher Kurbelgarnitur, parallel zu weiterhin angebotenen Dreifachgarnitur. Wechsel auf 10-fach-Kassetten. Komplett neu gestaltete Scheibenbremsen. Brems- und Schalthebel nur einzeln verfügbar. Einführung der Race-Linie (M985).

### 6. Generation (M9000) 2014–2018
Deutliche Überarbeitung. Einführung der 11-fach-Kassette, Aufspaltung der Gruppe in Race- und Trail-Version, zahlreiche Optionen wie 1- bis 3-fach-Kurbelsätze, 12 verschiedene Umwerfer, sechs verschiedene Kurbelsätze. Verschiedene Komplettlaufräder für alle Größen. Erstmals wird elektronische Schaltung unter M9050 angeboten, diese trägt die Bezeichnung XTR Di2. Antriebsvarianten ab 1x11.

### 7. Generation (M9100) ab 2019
In der M9100-Serie wurden 12-fach-Kassetten angeboten, Ein- und Zweifachkurbeln inklusive entsprechenden Kettenführungen und erstmals Remotehebel für absenkbare Sattelstützen. Auch wurden neue Naben für unterschiedliche Steckachsenstandards auf den Markt gebracht.
Mit dem Scylence genannten Freilauf bietet die Firma erstmals einen Freilauf an, der im ausgekoppelten Zustand keine Reibungsverluste mehr aufweisen soll. Die Technik soll im Wettkampf auch diesen Kraftverlust sparen. Der Kassettennabenkörper wird aus zwei Antriebsscheiben gefertigt, die komplett getrennt sind. Die überarbeitete Hyperglide-Technik wird seit 2019 als "Hyperglide+" beworben und erlaubt es mit noch weniger Zahnritzel die Kette zu schalten. Dies soll sauberes Schalten unter Last ermöglichen, so dass sich eine fast unmittelbare Schaltzeit einstellt.